# Honoya Shoji
Honoya Shoji (født 8. oktober 1997) er en japansk fodboldspiller, som spiller for den japanske fodboldklub Oita Trinita.